# حمزة بن أبو هاشم الحسن
حمزة بن أبي هاشم الحسن هو إمام الدولة الزيدية في اليمن، وحكم من 1060 إلى وفاته في 1066.